# Figueroles
Figueroles é um município da Espanha na província de Castelló, Comunidade Valenciana. Tem 12,1 km² de área e em 2021 tinha 531 habitantes (densidade: 43,9 hab./km²).

## Demografia
| Variação demográfica do município entre 1991 e 2004 | Variação demográfica do município entre 1991 e 2004 | Variação demográfica do município entre 1991 e 2004 | Variação demográfica do município entre 1991 e 2004 |
| --------------------------------------------------- | --------------------------------------------------- | --------------------------------------------------- | --------------------------------------------------- |
| 1991                                                | 1996                                                | 2001                                                | 2004                                                |
| 586                                                 | 556                                                 | 583                                                 | 562                                                 |